# Les 4 As
Pour l’article homonyme, voir 4 As (jeu).
Ne doit pas être confondu avec Les As (bande dessinée).
Les 4 As est une série de bandes dessinées belge, dessinée par François Craenhals et écrite par Georges Chaulet. Les albums racontent les aventures de quatre adolescents et de leur chien.
Les 4 As étaient d'abord une série de six romans pour enfants écrits par Chaulet et publiés par Casterman entre 1957 et 1962.
À partir de 1964, la série est publiée sous forme de bande dessinée aux éditions Casterman. Le scénario est assuré par Georges Chaulet et le dessin par François Craenhals. Le succès de la bande dessinée dépasse rapidement celui des romans. Le quarantième tome, en 2003, est réalisé par Craenhals seul, qui confie le dessin du suivant à Jacques Debruyne. Après la mort de Craenhals en 2004, Chaulet écrit une dernière histoire, avant d'abandonner la série définitivement. La reprise par le scénariste Sergio Salma et le dessinateur Alain Maury en 2007 ne connaîtra qu'un tome.
Dans les années 1960 - 1970, la série dessinée fut prépubliée en épisodes à suivre dans Francs-Jeux, édité par les éditions Sudel, éditions de la Ligue de l'enseignement, et distribué gratuitement dans les écoles primaires publiques, ce qui en fit, à l'exemple de Perlin et Pinpin, l'une des rarissimes séries francophones d'après-guerre dont le succès ne fut pas dû aux "trois grands" de la bande dessinée franco-belge, Spirou, Tintin et Pilote.

## Personnages principaux
Les héros sont quatre adolescents accompagnés de leur chien.
- Lastic (Marco dans le tome 43) : brun, sportif et passionné par la mécanique, il est l'archétype du héros des années 1960 (sorte de mini-Michel Vaillant ou Poulain de la Patrouille des Castors). Lastic est, implicitement, le meneur de la bande. Il utilise de manière fort fréquente l'exclamation « Diablevert ! »
- Dina : jolie rousse, elle concentre en sa personne toutes les caractéristiques de la gourde sympathique : penchant pour la mode et les produits de beauté, frivolité, peurs incontrôlées qui la font sauter dans les bras de ses compagnons. Sa naïveté lui vaut les surnoms de « jeune tartelette » ou de « passoire brevetée » de la part de Lastic.
- Doc ou Doct (Théo dans le tome 43) : intellectuel portant un nœud papillon, il égaye les aventures de citations latines (ou qui se donnent comme telles). C'est à lui que l'on doit (dans l'album Les 4 As et le robot vandale) l'invention du terme « gynoïde » (équivalent féminin de l'« androïde »).
- Bouffi (Jean-Louis dans le tome 43) : ogre constamment affamé qui ne vit que pour manger et révèle des dons de cuisinier.
- Oscar : le chien le plus défaitiste de l'histoire de la bande dessinée. Contrairement à Milou ou Idéfix, il n'apporte que rarement une aide à ses compagnons. Sa présence sert essentiellement à affirmer son scepticisme quant aux actions menées par les 4 As.

Le tome 43, La Balade des 4 As, part de l'hypothèse que les histoires précédentes constituent un rêve de Lastic, et que ces noms étaient en fait des surnoms.
Dans un article du Magazine Littéraire, le médiéviste Joël H. Grisward reconnaît dans la série des 4 As la tripartition fonctionnelle de Georges Dumézil avec la fonction magico-religieuse (Doct et ses citations), la fonction de défense (Lastic le sportif courageux) et la fonction productrice (Bouffi le goinfre). Dumézil lui-même confirme l'analyse, tout en ne sachant pas exactement en expliquer les causes.

### Personnages secondaires
- Brodequin : petit commissaire à moustaches imbu de sa personne. Maladroit (chaque épisode ou presque le voit tomber dans une étendue d'eau) et peu perspicace, il justifie tous ses faux pas en précisant qu'il les avait prévus, ou qu'ils étaient volontaires.
- Lecardunoie : adjoint de Brodequin, il est hautement admiratif de son supérieur, ne manquant jamais une occasion de chanter ses louanges. Il est possible que son nom soit un jeu de mots avec "Les cars Dunois", entreprise de transport de passagers de la région Centre.
- Professeur Tube : savant et ami des 4 As, il les fait profiter de ses inventions.
- William S. Contanbank : milliardaire américain et ami des 4 As. Son frère jumeau apparaît dans Le Gang des Chapeaux blancs.
- Les Fracas : sosies maléfiques des 4 As portant les noms de Damna, Baffru, Plastic et Drac (dans l'album La Navette Spatiale, les 4 As ont également d'autres sosies, des cosmonautes répondant aux noms de Dynna, Bouffine, Lastikine et Doktrine).
- Docteur Hargnon : scientifique maléfique et rival du Prof. Tube. Dans le Couroucou, il travaille pour une puissance étrangère représentée par le colonel Ostrogoth. Il deviendra par la suite l'un des antagonistes principaux de la série et le colonel l'assistera sans que cette nouvelle connexion soit expliquée.
- Colonel Ostrogoth : associé du Docteur Hargnon. Il est d'abord l'agent d'une puissance étrangère fictive, la Paramécie.
- Emir Pitroul Ben Zihn : magnat du pétrole et chef d'état de l'émirat du Gazol, ayant un frère maléfique appelé Abdoul.

## Romans
Illustrés par François Craenhals.
- Le Fantôme de Campaville (1957)
- Les 4 As font du cinéma (1958)
- Les 4 As et Picasso (1959)
- Les 4 As et le Serpent de mer (1961)
- Les 4 As et le Secret du donjon (1962)
- Les 4 As au collège (1962)

## Albums
- 1 - Les 4 As et le Serpent de mer, 1964.
- 2 - Les 4 As et l'Aéroglisseur, 1964.
- 3 - Les 4 As et la Vache sacrée, 1964.
- 4 - Les 4 As et le Visiteur de minuit, 1965.
- 5 - Les 4 As et le Couroucou, 1966.
- 6 - Les 4 As et la Coupe d'or, 1967.
- 7 - Les 4 As et le Dragon des neiges, 1968.
- 8 - Les 4 As et le Rallye olympique, 1969.
- 9 - Les 4 As et l'Île du Robinson, 1970.
- 10 - Les 4 As et le Tyran, 1971.
- 11 - Les 4 As et la Ruée vers l'or, 1973.
- 12 - Les 4 As et le Picasso volé, 1974.
- 13 - Les 4 As et la Bombe F, 1975.
- 14 - Les 4 As et la Saucisse volante, 1976.
- 15 - Les 4 As et le Gang des chapeaux blancs, 1977.
- 16 - Les 4 As et le Vaisseau fantôme, 1978.
- 17 - Les 4 As et le Diamant bleu, 1979.
- 18 - Les 4 As et la Licorne, 1980.
- 19 - Les 4 As et l'Iceberg, 1981.
- 20 - Les 4 As et le Château maléfique, 1982.
- 21 - Les 4 As et le Trésor des Tsars, 1983.
- 22 - Les 4 As et le Hold-up de la Big Bank, 1984.
- 23 - Les 4 As et le Magicien, 1985.
- 24 - Les 4 As et le Secret de la montagne, 1987.
- 25 - Les 4 As et la Déesse des mers, 1988.
- 26 - Les 4 As et la Navette spatiale, 1989.
- 27 - Les 4 As et le Requin géant, 1990.
- 28 - Les 4 As et l'Empire caché, 1991.
- 29 - Les 4 As et le Mystère de la jungle, 1992.
- 30 - Les 4 As et les Extraterrestres, 1993.
- 31 - Les 4 As et le Fantôme du mont Saint-Michel, 1994.
- 32 - Les 4 As et le Robot vandale, 1995.
- 33 - Les 4 As et l'Atlantide, 1996.
- 34 - Les 4 As et les Sorcières, 1997.
- 35 - Les 4 As et les Dinosaures, 1998.
- 36 - Les 4 As et la Momie, 1999.
- 37 - Les 4 As et les Fantômes, 2000.
- 38 - Les 4 As et le Monstre des océans, 2001.

- 39 - Les 4 As et Halloween, 2002.
- 40 - Les 4 As et le Loup de Tasmanie, 2003.
- 41 - Les 4 As et le Grand Suprême, 2004.
- 42 - Mission Mars, 2005.

- 43 - La Balade des 4 As, 2007.

## Anecdotes
Dans le troisième album La Vache Sacrée, Tintin fait une apparition . Ce caméo a été dessiné par Hergé lui-même.